# Dong (Familienname)
Dong (董) ist ein chinesischer Familienname.

## Namensträger
- Kaiserinmutter Dong († 189), Kaiserinmutter während der Han-Dynastie
- Adam Dong (* 1994), kanadischer Badmintonspieler
- Arthur Dong (* 1953), US-amerikanischer Filmproduzent, Filmregisseur, Drehbuchautor und Filmeditor
- Dong Bin (* 1988), chinesischer Dreispringer
- Dong Bing (* 1996), chinesische Skispringerin
- Dong Biwu (1886–1975), chinesischer Politiker
- Dong Cheng († 200), chinesischer Beamter der Han-Dynastie
- Dong Dong (* 1989), chinesischer Trampolinturner
- Dong Fang (* 1981), chinesische Badmintonspielerin
- Dong Fangxiao (* 1986), chinesische Turnerin
- Dong Fangyu, chinesische Fußballschiedsrichterin
- Dong Fangzhuo (* 1985), chinesischer Fußballspieler
- Dong Guojian (* 1987), chinesischer Langstreckenläufer
- Dong Jie (Schauspielerin) (* 1980), chinesische Schauspielerin
- Dong Jie (Schwimmerin) (* 1998), chinesische Schwimmerin
- Dong Jie (Beachvolleyballspielerin) (* 2001), chinesische Beachvolleyballspielerin
- Dong Jingwei (* 1963), chinesischer Politiker
- Dong Jiong (* 1973), chinesischer Badmintonspieler
- Dong Jung-lim (* 1986), südkoreanische Biathletin
- Đồng Khánh (1864–1889), vietnamesischer Kaiser
- Dong-Won Kim (Sänger), südkoreanischer Opernsänger (Tenor)
- Kyliane Dong (* 2004), französisch-kamerunischer Fußballspieler
- Dong Liang (Eishockeyspieler) (* 1985), chinesischer Eishockeyspieler
- Dong Liang (Radsportler) (* 1989), chinesischer Radsportler
- Dong Min († 192), chinesischer Minister und General der Han-Dynastie
- Mingzhu Dong, chinesische Unternehmerin
- Dong Na (* 2003), chinesische Tennisspielerin
- Nick Dong-Sik (* 1974), deutscher Schauspieler
- Dong Qichang (1555–1636), chinesischer Maler, Gelehrter und Kalligraph
- Dong Xi, chinesischer General der Wu-Dynastie
- Dong Xiaorong (* 1994), chinesische Tennisspielerin
- Dong Xue (* 1986), chinesische Biathletin
- Dong Yanmei (* 1977), chinesische Langstreckenläuferin
- Dong Yinchu (1915–2009), chinesischer Politiker
- Dong Yingjie (1898–1961), chinesischer Kampfsportler
- Dong Yuan (um 932–um 962), chinesischer Maler
- Dong Yun († 246), chinesischer Shu-Han-Minister
- Dong Yuyu (* 1962), chinesischer Journalist
- Dong Zhaozhi (* 1973), chinesischer Fechter
- Dong Zhiming (1937–2024), chinesischer Paläontologe
- Dong Zhongshu (179–104 v. Chr.), chinesischer Philosoph
- Dong Zhuo (139–192), chinesischer Kriegsherr

Siehe auch:
- Tong